# NGC 3280
NGC 3280 (również NGC 3295) – układ trzech galaktyk eliptycznych lub soczewkowatych (E-S0), znajdujący się w gwiazdozbiorze Hydry.
Poszczególne galaktyki układu klasyfikowane są jako NGC 3280A, NGC 3280B i NGC 3280C, jednak występują rozbieżności w oznaczeniach w różnych katalogach czy bazach danych, np. najjaśniejsza galaktyka układu w serwisie SEDS to NGC 3280A, zaś w bazach SIMBAD i NED (NASA/IPAC Extragalactic Database) to NGC 3280B.

## Odkrycie
Układ odkrył Andrew Ainslie Common w 1880 roku, choć w swoim 36-calowym teleskopie dostrzegł jedynie dwa składniki. Niezależnie od niego w 1886 roku układ zaobserwował Francis Leavenworth, który dostrzegł wszystkie trzy galaktyki wchodzące w jego skład. Niestety pozycje podane przez obu astronomów nie były dokładne i różniły się, więc John Dreyer przy zestawianiu katalogu NGC uznał, że są to dwa różne obiekty i odkrycie Commona skatalogował pod numerem 3280, a obserwację Leavenwortha jako 3295. Ponadto w 1892 roku Stéphane Javelle niezależnie zaobserwował najjaśniejszą z tych galaktyk, myśląc, że odkrył nowy obiekt, co zostało skatalogowane przez Dreyera w pierwszym wydaniu suplementu Index Catalogue jako IC 617.